# Karpenkove, Bahmaci
Karpenkove (în ucraineană Карпенкове) este un sat în comuna Krasne din raionul Bahmaci, regiunea Cernihiv, Ucraina.

## Demografie
Componența lingvistică a localității Karpenkove
     Ucraineană (96,3%)
     Rusă (3,7%)
Conform recensământului din 2001, majoritatea populației localității Karpenkove era vorbitoare de ucraineană (96,3%), existând în minoritate și vorbitori de rusă (3,7%).